# Premio Pulitzer per la narrativa
Il premio Pulitzer per la narrativa (Pulitzer Prize for Fiction) è un premio letterario assegnato annualmente dal 1948 a un'opera di narrativa di un autore statunitense, che tratti in preferenza della vita americana.
Ha sostituito il premio Pulitzer per il romanzo (Pulitzer Prize for the Novel), assegnato dal 1918 al 1947.
A partire dal 1980 vengono annunciati i finalisti.

## Albo d'oro
I vincitori sono indicati in grassetto, a seguire i finalisti.

### Anni 1940
- 1948: Nostalgia del Pacifico (Tales of the South Pacific) di James A. Michener
- 1949: Guard of Honor di James Gould Cozzens

### Anni 1950
- 1950: Il sentiero del West (The Way West) di A. B. Guthrie Jr.
- 1951: La città (The Town) di Conrad Richter
- 1952: L'ammutinamento del Caine (The Caine Mutiny) di Herman Wouk
- 1953: Il vecchio e il mare (The Old Man and the Sea) di Ernest Hemingway
- 1955: Una favola (A Fable) di William Faulkner
- 1956: La polvere e la gloria (Andersonville) di MacKinlay Kantor
- 1958: Una morte in famiglia (A Death in the Family) di James Agee
- 1959: The Travels of Jaimie McPheeters di Robert Lewis Taylor

### Anni 1960
- 1960: Advise and Consent di Allen Drury
- 1961: Il buio oltre la siepe (To Kill a Mockingbird) di Harper Lee
- 1962: Il ghiaccio si è sciolto a Sebago (The Edge of Sadness) di Edwin O'Connor
- 1963: I saccheggiatori (The Reivers) di William Faulkner
- 1965: I guardiani della casa (The Keepers of the House) di Shirley Ann Grau
- 1966: Lo specchio incrinato (The Collected Stories of Katherine Anne Porter) di Katherine Anne Porter
- 1967: L'uomo di Kiev (The Fixer) di Bernard Malamud
- 1968: Le confessioni di Nat Turner (The Confessions of Nat Turner) di William Styron
- 1969: Casa fatta di alba (House Made of Dawn) di N. Scott Momaday

### Anni 1970
- 1970: The Collected Stories of Jean Stafford di Jean Stafford
- 1972: Angolo di riposo (Angle of Repose) di Wallace Stegner
- 1973: La figlia dell'ottimista (The Optimist's Daughter) di Eudora Welty
- 1974: non assegnato
  - L'arcobaleno della gravità di Thomas Pynchon
- 1975: The Killer Angels di Michael Shaara
- 1976: Il dono di Humboldt (Humboldt's Gift) di Saul Bellow
- 1977: non assegnato
  - In mezzo scorre il fiume (A River Runs Through It) di Norman MacLean
  - Radici (Roots) di Alex Haley
- 1978: Elbow Room di James Alan McPherson
- 1979: The Stories of John Cheever di John Cheever

### Anni 1980
- 1980
  - Il canto del boia (The Executioner's Song) di Norman Mailer
  - Lo scrittore fantasma (The Ghost Writer) di Philip Roth
  - Birdy di William Wharton
- 1981
  - Una banda di idioti (A Confederacy of Dunces) di John Kennedy Toole
  - Godric di Frederick Buechner
  - Ciao, a domani (So Long, See You Tomorrow) di William Maxwell
- 1982
  - Sei ricco, Coniglio (Rabbit Is Rich) di John Updike
  - Padrona di casa (Housekeeping) di Marilynne Robinson
  - Una bandiera all'alba (A Flag for Sunrise) di Robert Stone
- 1983
  - Il colore viola (The Color Purple) di Alice Walker
  - Rabbis and Wives di Chaim Grade
  - Ristorante nostalgia (Dinner at the Homesick Restaurant) di Anne Tyler
- 1984
  - Ironweed di William Kennedy
  - The Feud di Thomas Berger
  - Cattedrale. Racconti (Cathedral) di Raymond Carver
- 1985
  - Cuori in trasferta (Foreign Affairs) di Alison Lurie
  - La donna di Renoir (I Wish This War Were Over) di Diana O'Hehir
  - Leaving the Land di Douglas Unger
- 1986
  - Un volo di colombe (Lonesome Dove) di Larry McMurtry
  - La deriva dei continenti (Continental Drift) di Russell Banks
  - Turista per caso (The Accidental Tourist) di Anne Tyler
- 1987
  - Ritorno a Memphis (A Summons to Memphis) di Peter Matthew Hillsman Taylor
  - Paradise di Donald Barthelme
  - Bianchi (Whites) di Norman Rush
- 1988
  - Amatissima (Beloved) di Toni Morrison
  - Persian Nights di Diane Johnson
  - Quella notte (That Night) di Alice McDermott
- 1989
  - Lezioni di respiro (Breathing Lessons) di Anne Tyler
  - Da dove sto chiamando (Where I'm Calling From) di Raymond Carver

### Anni 1990
- 1990
  - I Mambo Kings suonano canzoni d'amore (The Mambo Kings Play Songs of Love) di Oscar Hijuelos
  - Billy Bathgate di E. L. Doctorow
- 1991
  - Riposa Coniglio (Rabbit At Rest) di John Updike
  - Mean Spirit di Linda Hogan
  - Le cose che portiamo (The Things They Carried) di Tim O'Brien
- 1992
  - La casa delle tre sorelle (A Thousand Acres) di Jane Smiley
  - Mao II di Don DeLillo
  - Jernigan di David Gates
  - Lila: indagine sulla morale (Lila: An Inquiry into Morals) di Robert M. Pirsig
- 1993
  - I cento figli del drago (A Good Scent from a Strange Mountain) di Robert Olen Butler
  - At Weddings and Wakes di Alice McDermott
  - Acqua nera (Black Water) di Joyce Carol Oates
- 1994
  - Avviso ai naviganti (The Shipping News) di Annie Proulx
  - The Collected Stories di Reynolds Price
  - Operazione Shylock (Operation Shylock: A Confession) di Philip Roth
- 1995
  - In cerca di Daisy (The Stone Diaries) di Carol Shields
  - Per cosa ho vissuto (What I Lived For) di Joyce Carol Oates
  - The Collected Stories di Grace Paley
- 1996
  - Il giorno dell'Indipendenza (Independence Day) di Richard Ford
  - Mr. Ives' Christmas di Oscar Hijuelos
  - Il teatro di Sabbath (Sabbath's Theater) di Philip Roth
- 1997
  - Martin Dressler: il racconto di un sognatore americano (Martin Dressler: The Tale of an American Dreamer) di Steven Millhauser
  - Unlocking the Air and Other Stories di Ursula K. Le Guin
  - The Manikin di Joanna Scott
- 1998
  - Pastorale americana (American Pastoral) di Philip Roth
  - Underworld di Don DeLillo
  - Orso e sua figlia (Bear and His Daughter: Stories) di Robert Stone
- 1999
  - Le ore (The Hours) di Michael Cunningham
  - Cloudsplitter di Russell Banks
  - Gli occhi negli alberi (The Poisonwood Bible) di Barbara Kingsolver

### Anni 2000
- 2000
  - L'interprete dei malanni (Interpreter of Maladies) di Jhumpa Lahiri
  - Distanza ravvicinata (Close Range: Wyoming Stories) di Annie Proulx
  - L'attesa (Waiting) di Ha Jin
- 2001
  - Le fantastiche avventure di Kavalier e Clay (The Amazing Adventures of Kavalier & Clay) di Michael Chabon
  - Blonde di Joyce Carol Oates
  - I vivi e i morti (The Quick and the Dead) di Joy Williams
- 2002
  - Il declino dell'impero Whiting (Empire Falls) di Richard Russo
  - Le correzioni (The Corrections) di Jonathan Franzen
  - John Henry festival (John Henry Days) di Colson Whitehead
- 2003
  - Middlesex di Jeffrey Eugenides
  - Servants of the Map: Stories di Andrea Barrett
  - Il principio del dolore (You Are Not a Stranger Here) di Adam Haslett
- 2004
  - Il mondo conosciuto (The Known World) di Edward P. Jones
  - American Woman di Susan Choi
  - Evidence of Things Unseen di Marianne Wiggins
- 2005
  - Gilead di Marilynne Robinson
  - War Trash di Ha Jin
  - An Unfinished Season di Ward Just
- 2006
  - L'idealista (March) di Geraldine Brooks
  - La marcia (The March) di E. L. Doctorow
  - The Bright Forever di Lee Martin
- 2007
  - La strada (The Road) di Cormac McCarthy
  - Dopo tutto questo (After This) di Alice McDermott
  - Il fabbricante di eco (The Echo Maker) di Richard Powers
- 2008
  - La breve favolosa vita di Oscar Wao (The Brief Wondrous Life of Oscar Wao) di Junot Díaz
  - Albero di fumo (Tree of Smoke) di Denis Johnson
  - Shakespeare's Kitchen di Lore Segal
- 2009
  - Olive Kitteridge di Elizabeth Strout
  - Il giorno dei colombi (The Plague of Doves) di Louise Erdrich
  - All Souls di Christine Schutt

### Anni 2010
- 2010
  - L'ultimo inverno (Tinkers) di Paul Harding
  - Love in Infant Monkeys di Lydia Millet
  - Altre stanze, altre meraviglie (In Other Rooms, Other Wonders) di Daniyal Mueenuddin
- 2011
  - Il tempo è un bastardo (A Visit From the Goon Squad) di Jennifer Egan
  - I privilegiati (The Privileges) di Jonathan Dee
  - Gli arresi (The Surrendered) di Chang-Rae Lee
- 2012: non assegnato[1]
  - Train Dreams di Denis Johnson
  - Swamplandia! di Karen Russell
  - Il re pallido (The Pale King) di David Foster Wallace
- 2013
  - Il signore degli orfani (The Orphan Master's Son) di Adam Johnson
  - Di cosa parliamo quando parliamo di Anne Frank (What We Talk About When We Talk About Anne Frank) di Nathan Englander
  - La bambina di neve (The Snow Child) di Eowyn Ivey
- 2014
  - Il cardellino (The Goldfinch) di Donna Tartt
  - Il figlio (The Son) di Philipp Meyer
  - The Woman Who Lost Her Soul di Bob Shacochis
- 2015
  - Tutta la luce che non vediamo (All the Light We Cannot See) di Anthony Doerr
  - Tutto potrebbe andare molto peggio (Let me be Frank with you) di Richard Ford
  - The Moor's Account di Laila Lalami
  - Lovely, Dark, Deep di Joyce Carol Oates
- 2016
  - Il simpatizzante (The Sympathizer) di Viet Thanh Nguyen
  - Get in Trouble: Stories di Kelly Link
  - Maud's Line di Margaret Verble
- 2017
  - La ferrovia sotterranea (The Underground Railroad) di Colson Whitehead
  - Imagine Me Gone di Adam Haslett
  - Lo sport dei re  (The Sport of Kings) di C. E. Morgan
- 2018
  - Less (Less: a novel) di Andrew Sean Greer
  - Il falco (In the Distance) di Hernan Diaz
  - L'idiota (The Idiot) di Elif Batuman
- 2019
  - Il sussurro del mondo (The Overstory) di Richard Powers
  - I grandi sognatori (The Great Believers) di Rebecca Makkai
  - Non qui, non altrove (There There) di Tommy Orange

### Anni 2020
- 2020
  - I ragazzi della Nickel (The Nickel Boys) di Colson Whitehead
  - Topeka School (The Topeka School) di Ben Lerner
  - The Dutch House di Ann Patchett
- 2021
  - Il guardiano notturno (The Night Watchman) di Louise Erdrich
  - A Registry of My Passage Upon the Earth di Daniel Mason
  - Telefono (Telephone) di Percival Everett
- 2022
  - I Netanyahu (The Netanyahus) di Joshua Cohen[2]
  - Monkey Boy di Francisco Goldman
  - Palmares di Gayl Jones
- 2023[3]
  - Trust di Hernan Diaz ex aequo
  - Demon Copperhead di Barbara Kingsolver ex aequo
  - The Immortal King Row di Vauhini Vara
- 2024[4]
  - Night Watch di Jayne Anne Phillips
  - Same Bed Different Dreams di Ed Park
  - Wednesday’s Child di Yiyun Li
- 2025[5]
  - James di Percival Everett
  - La vita in pugno (Headshot) di Rita Bullwinkel
  - The Unicorn Woman di Gayl Jones
  - Mice 1961 di Stacey Levine